# Palazzo dell'Hotel Savoy
Il Palazzo dell'Hotel Savoy è un edificio di valore storico e architettonico di Napoli, situato in via Francesco Caracciolo nel quartiere Chiaia.
Il palazzo venne eretto nell'ultimo decennio del XIX secolo e, fin da subito, fu destinato ad assolvere la funzione alberghiera. Inizialmente ospitò la pensione Rossanigo (la cui omonima società lo gestì fino al 1912), per poi diventare già nel 1901 l'Hotel Savoy (chiamato così in onore della casa regnante dell'Italia del tempo). Attorno al 1905 fu completamente ristrutturato, ridecorato e riarredato al fine di possedere una capienza di 100 camere. Sul lato occidentale, poi occupato dall'attuale Palazzo Gerbasio, eretto nel 1913, aveva una pista da pattinaggio, un campo da tennis e una camera oscura. Nel primo dopoguerra divenne sede dell'Hotel Splendid, gestito da un certo signor Staffa, con una capienza di 150 posti letto. Già prima della Seconda Guerra Mondiale, però, venne definitivamente adibito a condominio.
Il palazzo, di cinque piani e a pianta quadrata (con un corpo laterale basso, sormontato da una terrazza con una lunga balaustra con teoria di colonnine, che da una forma rettangolare all'ordine basamentale), presenta al piano terra delle aperture arcuate a tutto sesto affiancate da colonne e paraste di tipo tuscanico che sorreggono la balconata continua del piano nobile. Anche il terzo piano possiede una balconata continua. Le ringhiere di tutti i balconi di ogni finestra sono in ghisa. L'ultimo piano ha un corpo centrale affiancato da due terrazzi d’angolo e il relativo coronamento è sagomato a lunetta e sormontato da un fregio in stucco che contiene lo stemma dei Savoia sormontato da un'aquila.
Allo stato attuale ospita una filiale della Zurich Bank al piano terra e uffici, studi e appartamenti privati ai piani superiori. Tra il 2021 e il 2022 è stato compiuto il restauro di tutti i prospetti esterni del palazzo.